# Conus ventricosus
Conus ventricosus е вид охлюв от семейство Conidae. Възникнал е преди около 0,78 млн. години по времето на периода кватернер. Видът не е застрашен от изчезване.

## Разпространение и местообитание
Разпространен е в Албания, Алжир, Босна и Херцеговина, Гибралтар, Гърция (Егейски острови и Крит), Египет, Израел, Испания, Италия (Сардиния и Сицилия), Кипър, Либия, Ливан, Малта, Мароко, Монако, Северна Македония, Сирия, Словения, Тунис, Турция, Франция (Корсика), Хърватия и Черна гора.
Обитава крайбрежията и пясъчните дъна на морета. Среща се на дълбочина от 3,5 до 48,5 m, при температура на водата от 16,3 до 19,7 °C и соленост 37,6 – 38,2 ‰.